# Northrop Grumman E-10 MC2A
Pour les articles homonymes, voir E-10.
Le Northrop Grumman E-10 MC2A est un projet d'avion militaire multirôle destiné à remplacer les E-3 Sentry, E-8 Joint STARS et RC-135 Rivet Joint, basés sur les Boeing 707 et C-135, de l'armée américaine. Il est basé sur l'avion de ligne Boeing 767-400ER. Lancé en 2003, il est abandonné début 2007.